# Soyotte
La soyotte est une danse folklorique vosgienne. C'est la plus connue et la plus populaire des danses traditionnelles lorraines.

## Soyotte vosgienne
Son nom est dérivé du verbe allemand « sägen » (= scier). Cette étymologie s’explique par les mouvements de bras des danseurs, analogues à ceux des « sagards », les scieurs de long vosgiens.

## Soyotte champenoise
Incontestablement vosgienne, cette danse se retrouve pourtant dans les traditions champenoises. « Soyer » signifie « scier » en patois champenois, ce qui atteste, là encore, une danse de bûcherons. Sa forme varie en fonction des cantons. On a d'ailleurs coutume de dire qu'il existe en Champagne autant de façon de danser la soyotte qu'il existe de villages.
D'avoèr dansé la Soyotte
Mon ruban s'envola ! 
Je suis derne et en ribotte 
Mon galant le r'trouv'ra !
...
- La soyotte d'Asfeld
- La soyotte de Pontfaverger
- La soyotte d'Oiry

On la nomme parfois Chiberli.